# Villa Pojana
| Imagem: Cidade de Vicenza e Villas de Palladio no Véneto | A Villa Pojana está incluída no sítio "Cidade de Vicenza e Villas de Palladio no Véneto", Património Mundial da UNESCO. |  |

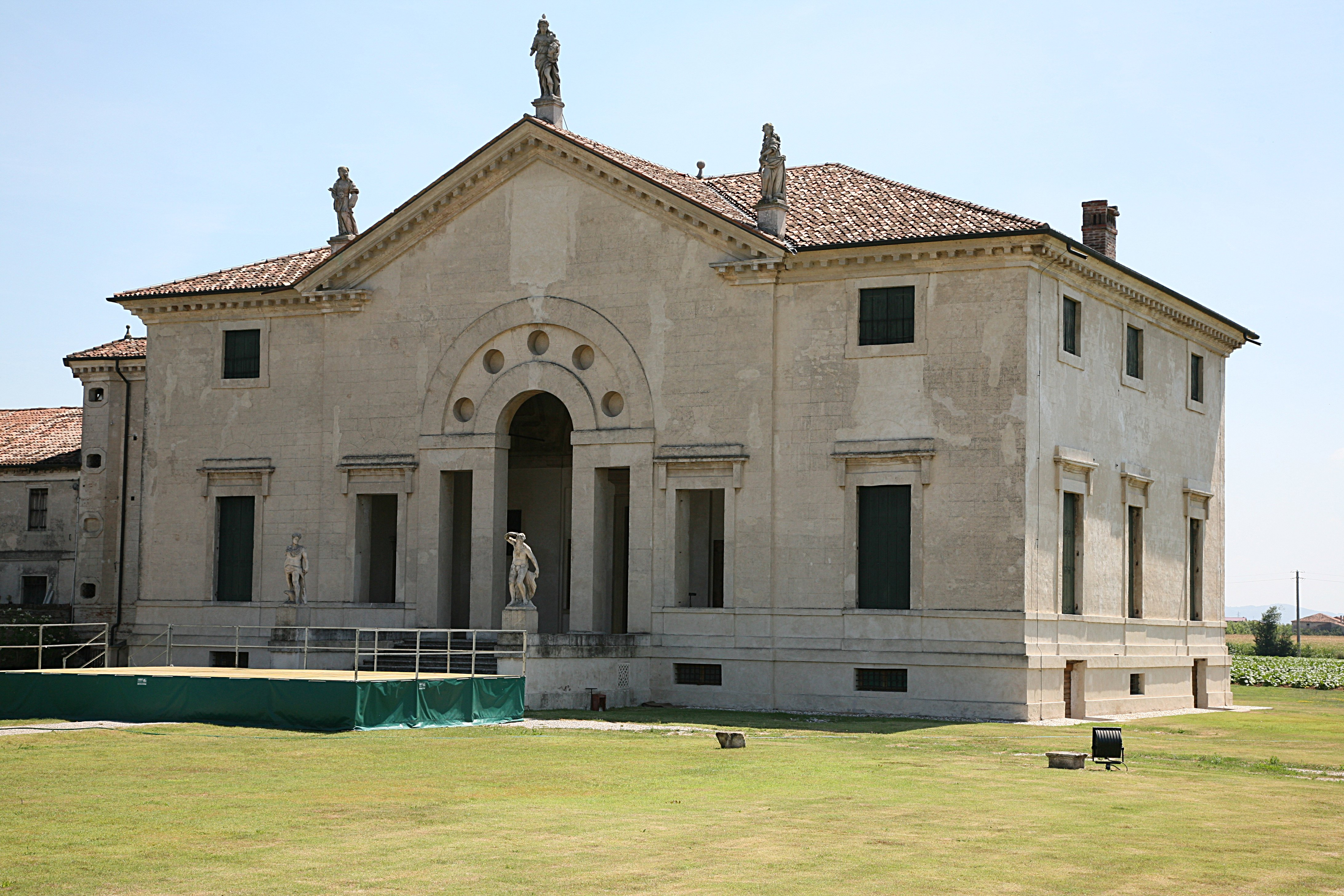
Fachada da Villa Pojana.

A Villa Pojana é uma villa italiana do Véneto, situada em Pojana Maggiore, Província de Vicenza. Foi projectada pelo arquitecto Andrea Palladio, em 1546, para a família Pojana.
A villa está classificado, desde 1996, como Património Mundial da Humanidade pela UNESCO, juntamente com as outras villas palladianas do Véneto.

## História

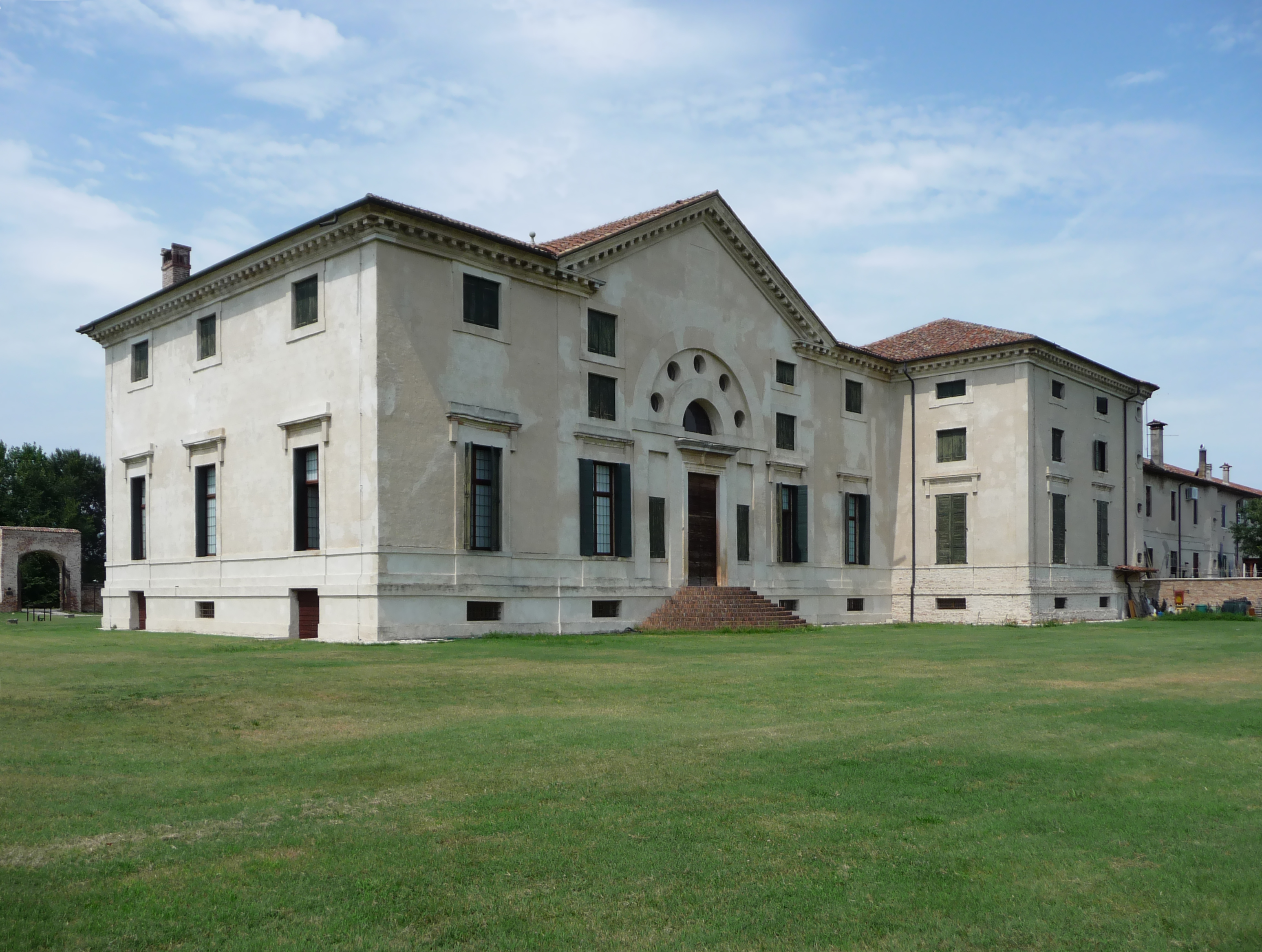
Vista traseira da Villa Pojana.

De antiquíssima nobreza, os Pojana foram, desde a Idade Média, os vrdadeiros senhores do lugar e, posteriormente, foram enfeudados, pela Sereníssima, do território de Pojana "cum omnibus juribus et juridictionibus ad castellarium spectantibus" ("com todos os direitos e a jurisdição respeitantes ao castelão").
O edifício é espelho da origem militar do cliente, ligada à arte da guerra, embora embora em parte convertido à actividade agrícola, tanto que o "cavaleiro" Bonifacio Pojana encomendou a Palladio uma villa que na sua composta elegância reevocasse a sobriedade e a austeridade da vida militar. Também nos ambientes interiores se retomaram temátcas ligadas às artes da guerra através das decorações.
Por outro lado, na áres onde surgiria a villa já existia um pátio quatrocentista dominado por uma torre, onde se encontravam as insígnias familiares.
Provavelmente, Palladio projectou a villa nos finais da década de 1540; a construção progrediu lentamente e, de qualquer modo, os trabalhos foram terminados por 1563, quando ficou completa a decoração interna executada pela mão dos pintores Bernardino India e Anselmo Canera e do escultor Bartolomeo Ridolfi.
Tanto em I Quattro Libri dell'Architettura (1570) como nos desenhos autografados palladianos conservados em Londres, a villa é sempre tratada como parte dum projecto global de reorganização e regularização da área em torno dos amplos pátios. De tal projecto foi construída, somente, a longa barchessa à esquerda da villa, com capitéis dóricos mas intercolunas toscanas.
O complexo foi completado no século XVII, quando os descendentes de Bonifacio adaptaram o edifício ao seu gosto e às suas necessidades, com a adição de um corpo à direita da villa que lhe retoma a moldagem das janelas. Neste período também foram acrescentadas as duas estátuas colocadas nos lados da escadaria de entrada principal, obras de 1658 atribuídas a Girolamo Albanese.

## Detalhes arquitectónicos

Planta e fachada da Villa Pojana publicadas em I Quattro Libri dell'Architettura de Palladio (1570).

Disposta longe da estrada, no interior dum profundo pátio e flanqueada por jardins, a villa eleva-se sobre uma base destinada aos ambientes de serviço. O piso principal é dominado por uma grande sala rectangular com abóbada de berço, em cujos lados se distribuem simetricamente as salas menores com abóbadas sempre diferentes. Evidentemente, a fonte de inspiração palladiana são os grandes ambientes termais antigos, descobertos durante a sua viagem a Roma, também para os alçados: a cornija, que na fachada desenha uma espécie de tímpano interrompido derivado do recinto externo das Termas de Diocleciano em Roma, assim como a serliana, que também se ressente da experimentação bramantesca na configuração de dupla arquivolta com cinco voltas.
Mais em geral, parece que Palladio procura a lógica, por assim dizer, utilitária da arquitectura termal antiga, com uma linguagem extraordinariamente sintetizada nas formas e abstracção, quase metafísica. Nesta villa, Andrea Palladio renuncia quase totalmente aos particulares decorativos: a fachada não é articulada numa loggia ou num pronau saliente, mas sim fechada, criando uma arquitectura sóbria, comedida, de grande harmonia. Privado de capitéis e entablamentos, a ordem arquitectónica é apenas mencionada na articulação essencial das bases das pilastras. A ausência de ordens e de partes em pedra trabalhada (com excepção dos portais da loggia) deve ter assegurado uma global economia na reaização da obra, confirmada pelo uso dos tijolos rebocados e de cerâmica moldada, na qual o recente restauro encontrou vestígios de policromia.

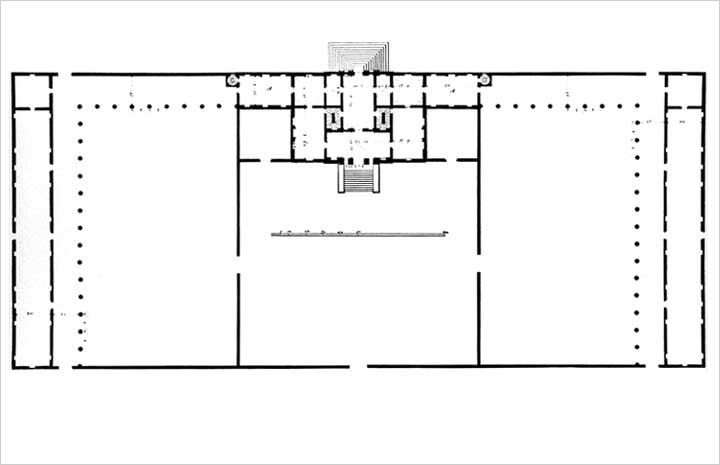
A planta de projecto do complexo da villa (nunca concluido), numa reconstrução por Ottavio Bertotti Scamozzi, 1778
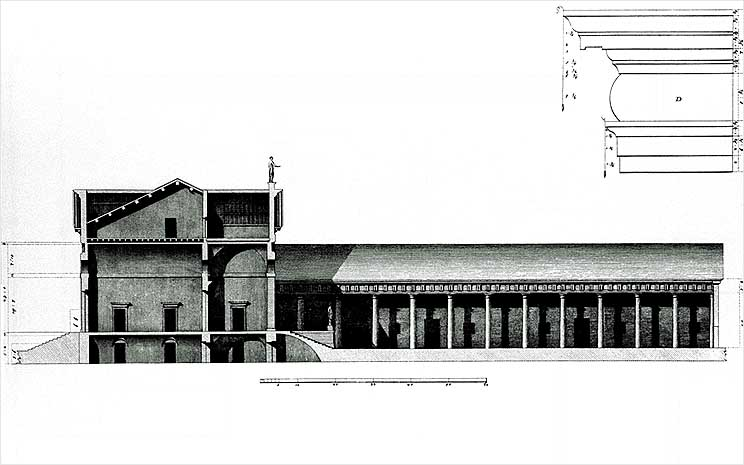
Secção desenhada por Ottavio Bertotti Scamozzi, 1778
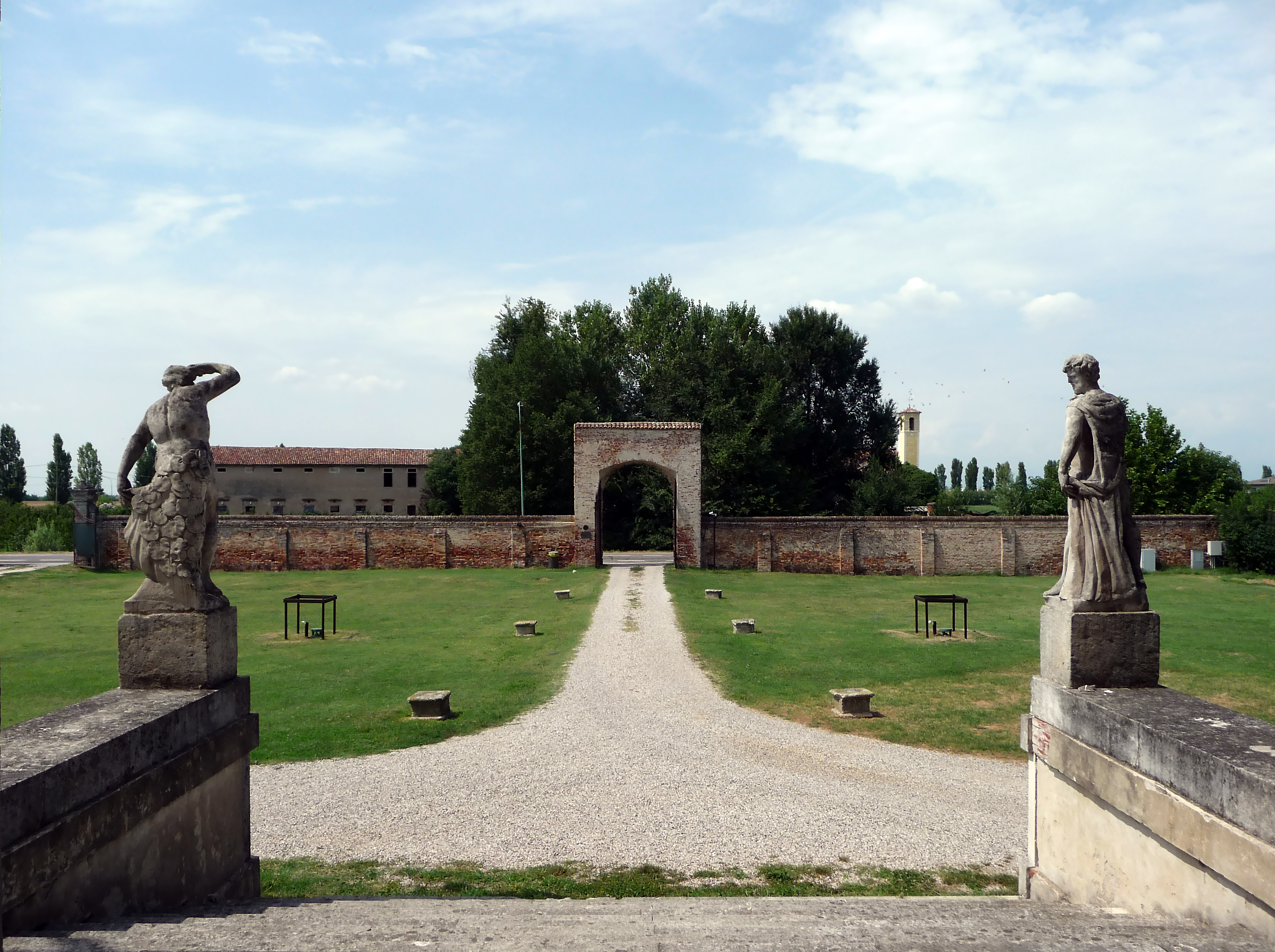
O caminho de entrada visto do átrio, com as estátuas de Neptuno (à esquerda) e Júpiter (à direita) atribuidas a Girolamo Albanese (1658)
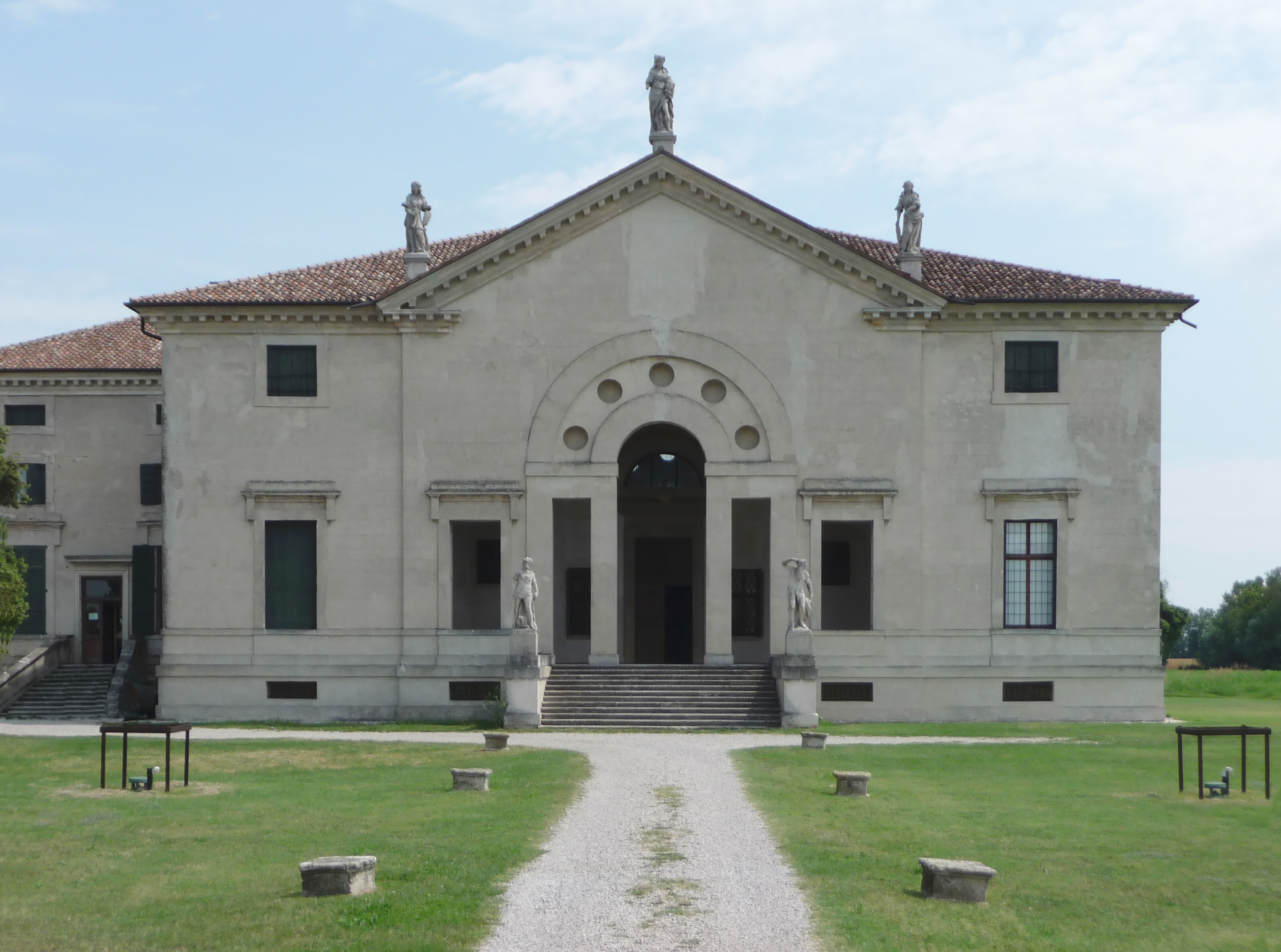
Fachada principal da villa
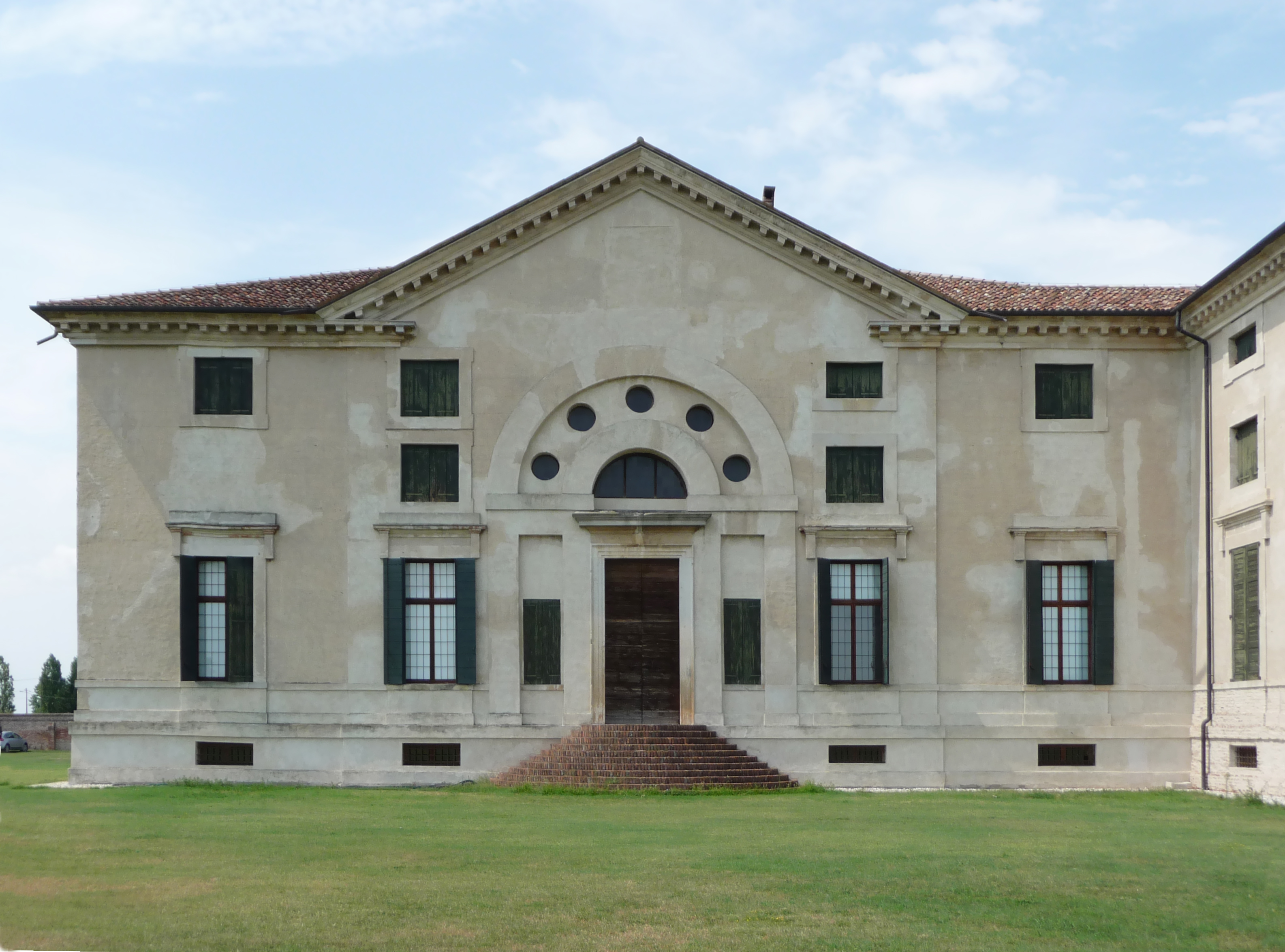
A fachada traseira da villa retoma o motivo da fachada principal

## Decoração

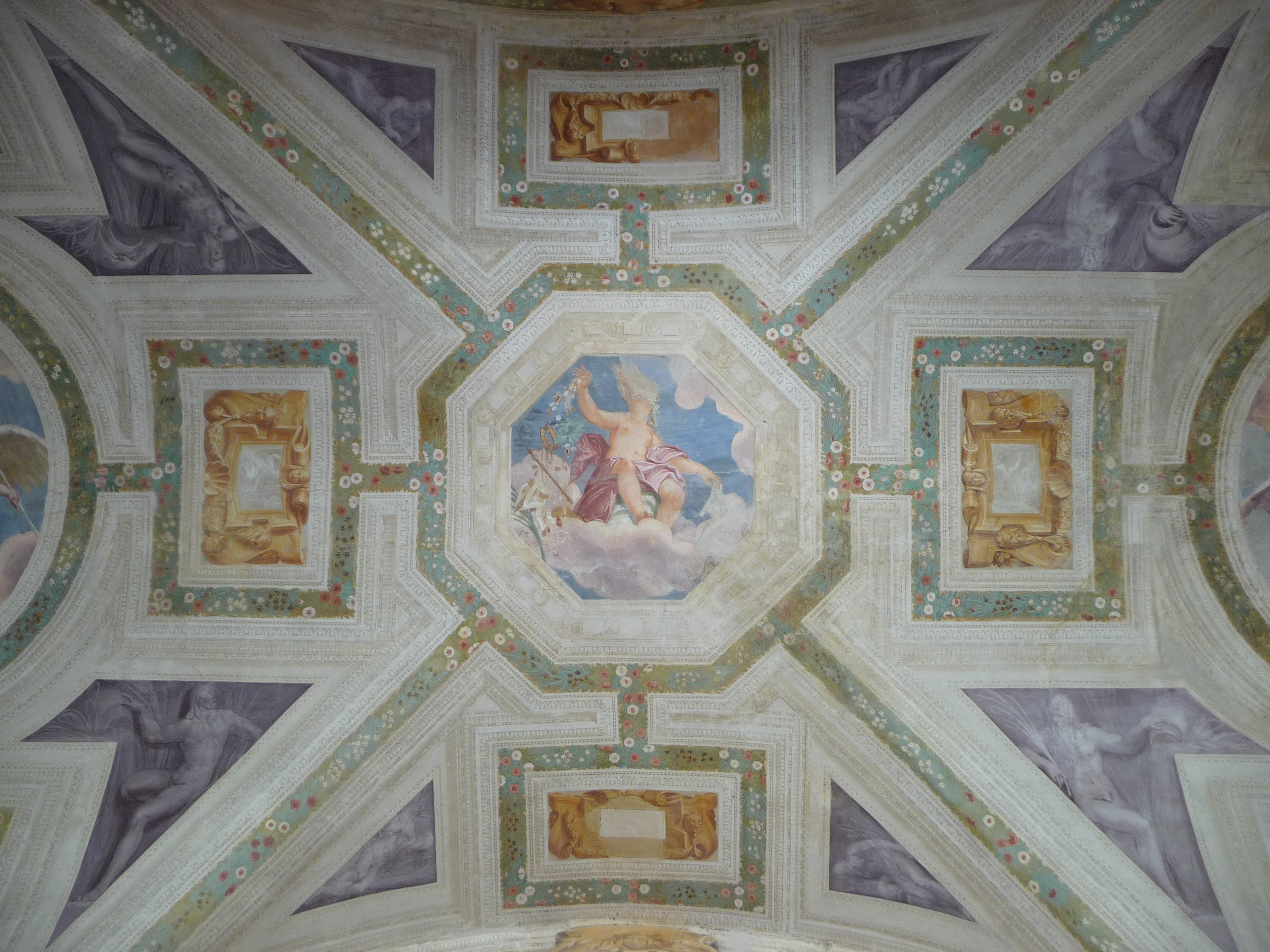
Afresco do tecto do átrio, com a alegoria da Fortuna atribuída a Giovanni Battista Zelotti.

É o próprio Palladio quem documenta  a decoração interna como obra de Bernardino India (pintor, afrecador dos grotescos), Anselmo Canera (pintor, afrescador do salão) e Bartolomeo Ridolfi (decorador, responsável pelos estuques e pelas lareiras).
No átrio, elegantes molduras em estuque, cujos desenhos florais se enrelaçam em torno de relevos em trompe-l'œil, enquadram monócromos de divindades fluviais, enquanto aqui e ali aparecem manchas de um céu povoado por outras divindades. O busto de Bonifacio Pojana (talvez obra de Bartolomeo Ridolfi) debruça-se sobre a entrada principal e sobre ele estão o brasão e troféus militares da família. Outra decorações representam cenas pompeianas como fundo e paisagens pitorescas disseminadas de ruínas e de colunas partidas, enquanto figuras monócromas em nichos em trompe-l'œil. O tecto do átrio, com a alegoria da Fortuna, atribuído a Giovanni Battista Zelotti.
Os afrescos mais significativos podem encontrar-se na sala principal: chamada de "Salão do Imperador", retrata uma familia dos tempos clássicos, cujos membros estão vestidos com túnicas e togas. Estes, estão ajoelhados frente a um altar, enquanto o pater familias apaga a tocha da guerra aos pés da estátua da Paz colocada sobre o altar. Trata-se duma clara alusão à paz, penosamente alcançada no século XVI, depois da Guerra da Liga de Cambrai, que permitiu aos veneziados gozar os prazeres da terra firme.

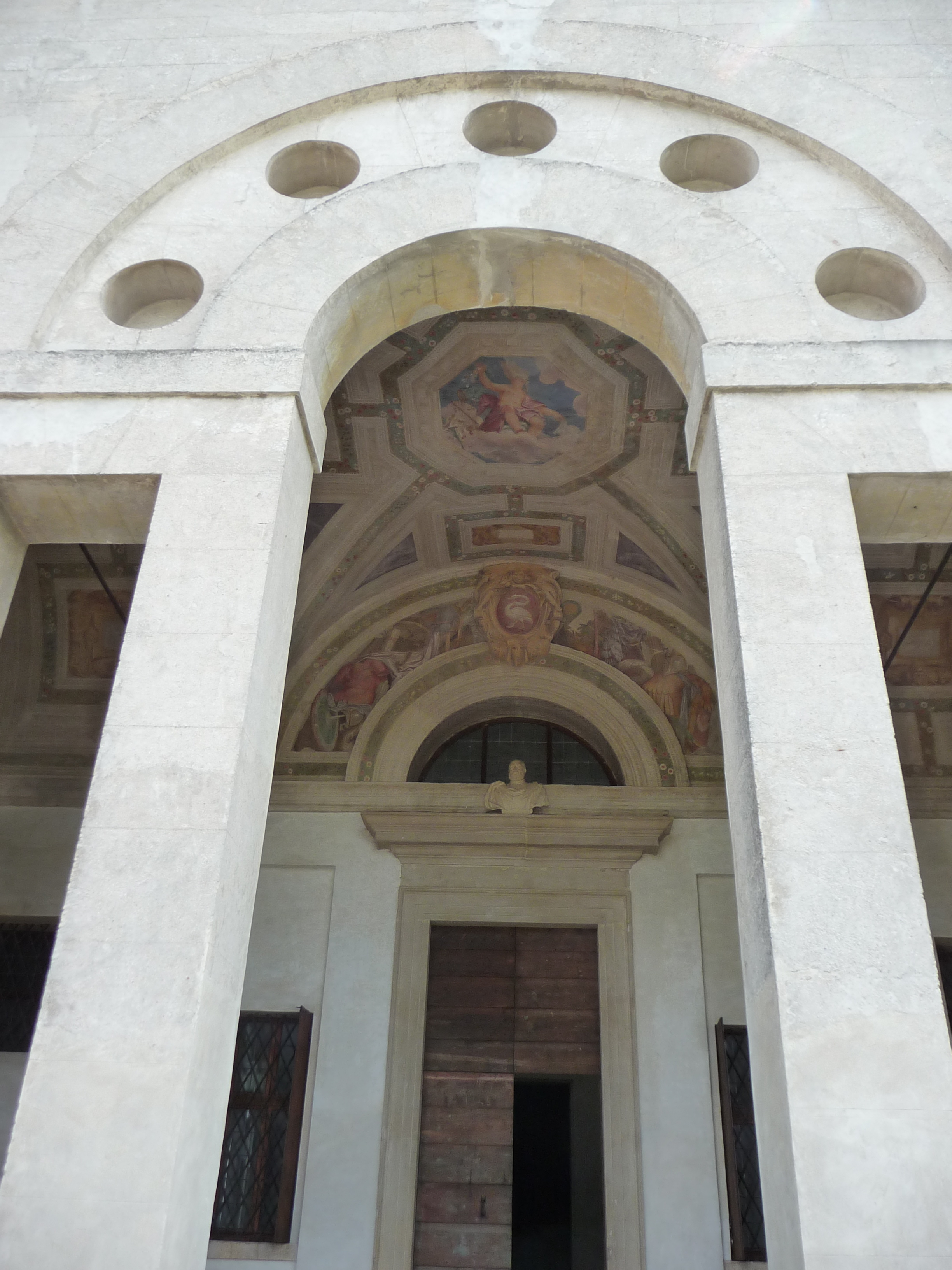
A serliana do átrio. Sobre a entrada, o busto de Bonifacio Pojana, encimado pelo brasão da família e rodeado por troféus militares. No tecto, a alegoria da Fortuna.
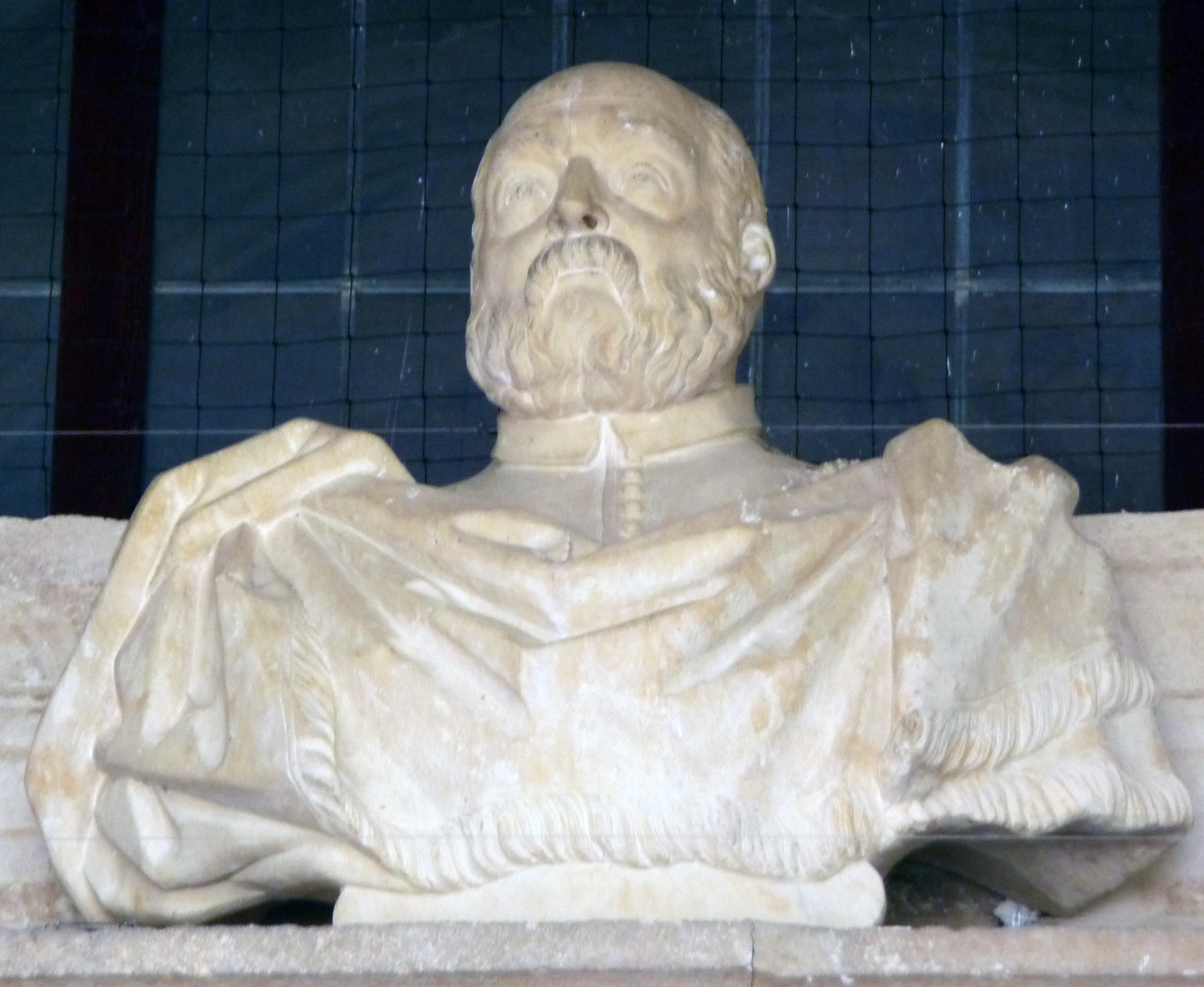
O busto de Bonifacio Pojana, o responsável pela encomenda da villa, posto sobre a porta de entrada, talvez obra de Bartolomeo Ridolfi, autor dos estuques.
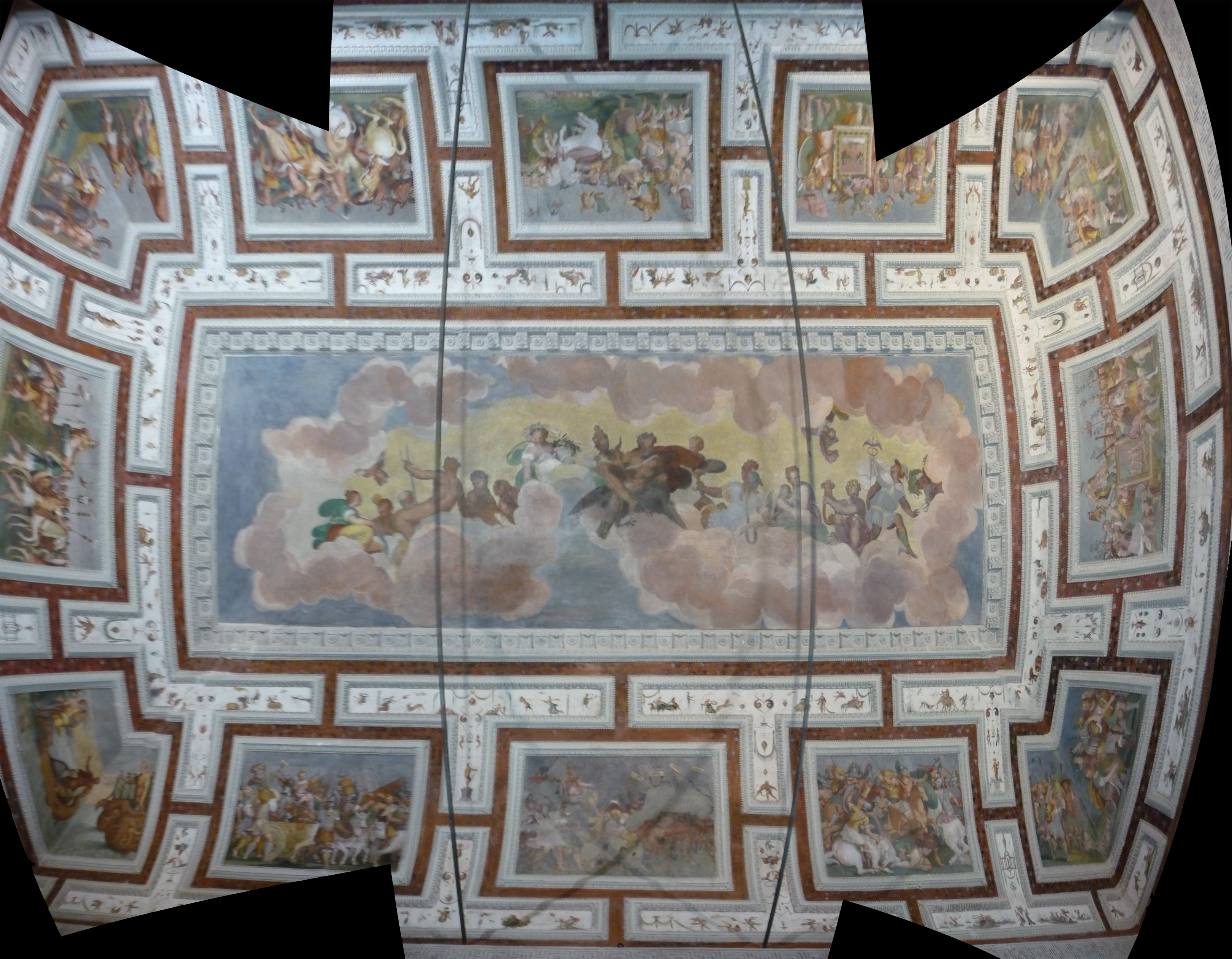
As decorações do tecto da Salão do Imperador (afrescos de Anselmo Canera e, para os grotescos, Bernardino India)